# Kościół św. Jana Chrzciciela w Tczowie
Kościół świętego Jana Chrzciciela – rzymskokatolicki kościół parafialny należący do parafii pod tym samym wezwaniem (dekanat zwoleński diecezji radomskiej) .
Projekt świątyni opracował architekt Józef Pius Dziekoński. Budowa kościoła była prowadzona od 1910 do 1925 roku. Powodami długich prac budowlanych była opieszałość władz rosyjskich, które musiały wydawać odpowiednie zezwolenia, później wybuch I wojny światowej, a w końcu brak pieniędzy. Charakterystycznym elementem orientowanej neogotyckiej trójnawowej bazyliki są dwie wieże. W dniu 13 sierpnia 1931 roku biskup Paweł Kubicki uroczyście konsekrował kościół.